# Torre Menshikov

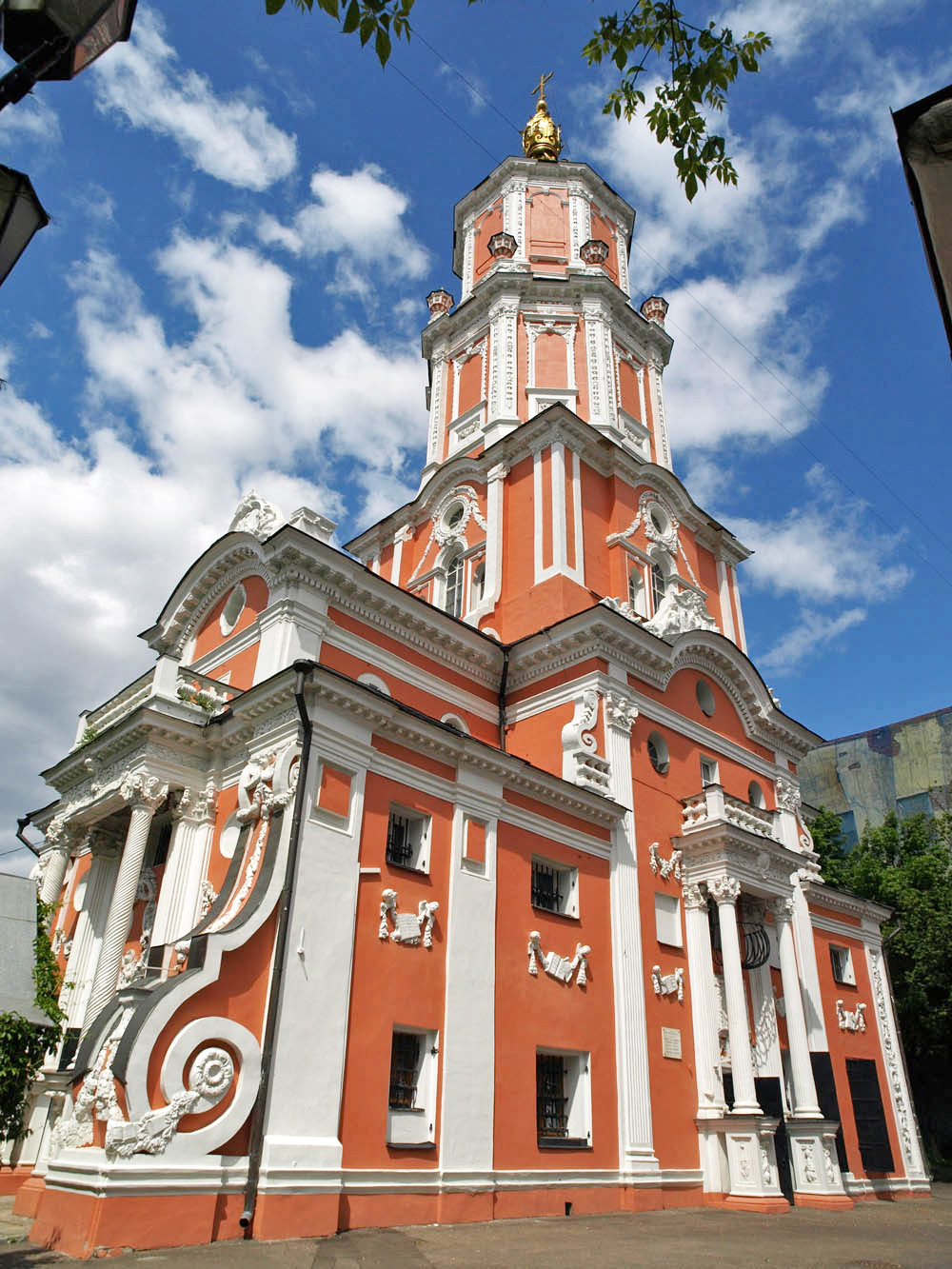
La Torre Menshikov.

La Torre Menshikov (en ruso: Меншикова башня), también conocida como iglesia del Arcángel Gabriel, es una iglesia ortodoxa rusa de estilo barroco en el distrito de Basmanny, de Moscú, Rusia. Comisionada por Alexander Menshikov, la iglesia se construyó desde 1707 por Ivan Zarudny, que fue asistido por Domenico Trezzini y operarios y picapedreros procedentes del Ticino y Friburgo. Edificio pionero del barroco petrino en Moscú, sin embargo se realizaron importantes modificaciones en diversos elementos arquitectónicos y escultóricos en la década de 1770. Sin ningún sistema de calefacción, la iglesia tuvo culto solo en verano. En 1922, la iglesia fue saqueada y su iconostasis original desapareció.